# Paralicella fusiformis
Paralicella fusiformis är en kräftdjursart som beskrevs av Yakov Avadievich Birstein och Boris Stepanovich Vinogradov 1955. Paralicella fusiformis ingår i släktet Paralicella och familjen Lysianassidae. Inga underarter finns listade i Catalogue of Life.